# ابوالقاسم وافی یزدی
ابوالقاسم وافی یزدی (زاده ۱۳۱۴ یزد) روحانی شیعه و عضو مجلس خبرگان رهبری است. او (اولین) تولیت مسجد جمکران را از ۱۸ بهمن ۱۳۷۹ تا ۲۱ شهریور ۱۳۹۲ عهده‌دار بود. او همچنین در دوره‌های اول و دوم مجلس شورای اسلامی نمایندگی مردم یزد را بر عهده داشت.

## تولد و دوران کودکی
پدرش محمود وافی، کشاورز یزدی بود که به روستای حسین‌آباد رفته بود. او بخشی از دروس مقدمات حوزه‌های علمیه را فراگرفته بود. مادرش نیز دختر محمدابراهیم لاری معروف به «آخوند طزرجانی» از روحانیون یزد بود.

## دوران تحصیل
ابوالقاسم وافی در پنج سالگی آموختن قرآن را آغاز کرد و سپس به دبستان و پس از آن به دبیرستان رفت. با اتمام آن به حوزه علمیه یزد رفت و دروس مقدمات و بخشی از دروس دوره سطح را در آن حوزه فرا گرفت. او در سال ۱۳۳۶ برای تکمیل تحصیلات خود به قم رفت و در دروس دوره سطح شرکت کرد. پس از آن به درس خارج حوزه علمیه قم رفت.

## استادان
ابوالقاسم وافی، در سال‌های تحصیل خود در درس استادان بسیاری از جمله علی پناه اشتهاردی، ناصر مکارم شیرازی، حسین نوری همدانی، علی مشکینی، سید محمد بهشتی، سیدمحمد باقرسلطانی طباطبایی، سید رضا صدر ، عبدالله جوادی آملی و حسینعلی منتظری شرکت کرد.
او هم‌چنین در درس خارج فقه سید حسین طباطبایی بروجردی، سید روح‌الله خمینی، مرتضی حائری یزدی، سید محمدرضا گلپایگانی و سیدمحمدمحقق داماد شرکت کرد که بیشتر آن (حدود پانزده سال) در محضر شیخ مرتضی حائری بود. وی از جلال طاهر شمس اجازه اجتهاد دارد و اجازه در امور حسبیه و شرعیه از سید روح الله خمینی داشت